# Juta

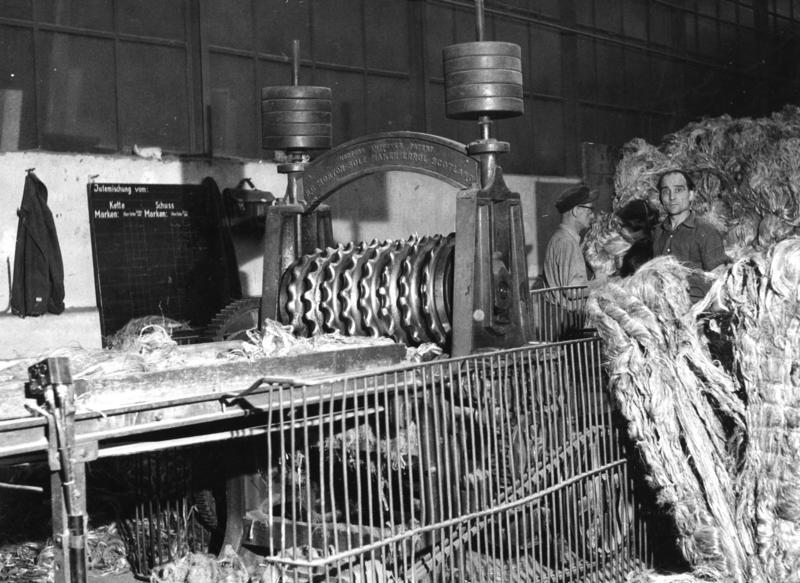
Filatura della iuta

La juta (scritto anche iuta, yuta o canapa di Calcutta per via della somiglianza alla canapa pur non avendone lo stesso odore) è una fibra tessile naturale ricavata dalle piante del genere Corchorus, inserito nella famiglia delle Malvaceae. Fra queste, le specie più utilizzate per la produzione di iuta sono Corchorus capsularis, che produce la iuta bianca, e Corchorus olitorius, che produce la iuta tossa. Come per il lino e la canapa, la materia tessile per la produzione si ricava dal fusto della pianta che può raggiungere i 4 metri.
La iuta è altamente igroscopica, di colore bianco, giallognolo o bruno. Le fibre sono ruvide e tenaci e il filato risulta anch'esso ruvido, rigido e molto resistente. La iuta si può lavorare all'uncinetto da sola o mescolata con altri filati, per realizzare oggetti vari, come borse, cinture, cappelli o tappeti. La Juta Indian è la qualità più pregiata nel mondo tessile, la sua filaccia è composta da filamenti lunghi circa 2-3 metri con fibre di 2-5 mm. Più il colore è chiaro maggiore sarà la qualità, viceversa più il colore è bruno peggiore sarà la qualità.
La quasi totalità della produzione mondiale di iuta è concentrata in Bangladesh e India, e in misura minore in Myanmar e Nepal.

## Storia
Sin dall'antichità la iuta era coltivata nella regione del Bengala, e fu solo nel 1790 che cominciò a essere esportata nei paesi occidentali. L'uso principale della iuta fu per la produzione di cordami, ma nel 1822 a Dundee venne fondato uno stabilimento per la produzione di filati. Nel 1855 cominciò ad affermarsi in India, e specialmente a Calcutta, l'industria locale di lavorazione della iuta. Con la partizione dell'India molta dell'attività di produzione della iuta restò in Bangladesh.

## Composizione chimica
La iuta è composta principalmente da materia lignocellulosa, fra cui polisaccaridi e lignina. La cellulosa è formata da glucani, xilani e poliuronidi, mentre la emicellulosa è composta da xilani, pentosani, exosani, poliuronidi e acetili.
| Componente                  | Iuta bianca | Iuta tossa |
| --------------------------- | ----------- | ---------- |
| Cellulosa                   | 60,0–63,0   | 58,0–59,0  |
| Lignina                     | 12,0–13,0   | 13,0–14,0  |
| Emicellulosa                | 21,0–24,0   | 22,0–25,0  |
| Grassi e cere               | 0,4–1,0     | 0,4–0,9    |
| Proteine o sostanze azotate | 0,8–1,87    | 0,8–1,56   |
| Pectine                     | 0,2–1,5     | 0,2–0,5    |
| Minerali (ceneri)           | 0,7–1,2     | 0,5–1,2    |

## Alcune caratteristiche della iuta
- La iuta è al 100% biodegradabile e riciclabile.
- È una fibra naturale con riflessi lucenti e dorati e perciò è chiamata la fibra d'oro.
- È la più economica fibra vegetale, procurata dalla fibra di tiglio o dalla scorza del fusto delle piante.
- È la seconda fibra vegetale più importante dopo il cotone, in termini di utilizzo, consumo globale, produzione e disponibilità.
- Ha un elevato carico di rottura, una bassa estensibilità, e garantisce un'alta traspirazione del tessuto. La iuta è, quindi, molto adatta nell'imballaggio dei pacchi di beni agricoli.
- Può essere usata per creare i filati, tessuti, reti e sacchi della miglior qualità industriale. Insieme allo zucchero può essere usata per costruire i pannelli degli aeroplani.[8] È una delle fibre naturali più versatili mai usate come materiale grezzo nei settori dell'imballaggio, del tessile, dell'edilizia e dell'agricoltura. Il volume del filato conferisce una ridotta tenacia e una maggiore estensibilità quando unito in una "ternary blend" (lett. "mistura ternaria").
- Le varietà della iuta sono la Corchorus olitorius (riflessi dorati) e la Corchorus capsularis (riflessi argentei).
- Al mondo la migliore area produttiva per la iuta è considerata essere la pianura del Bengala (delta del Gange), regione compresa prevalentemente nel Bangladesh.

Nel panorama delle fibre tessili vegetali vanno inoltre ricordati il kapok, il ramiè, la sisal, ricavate dalle piante tropicali e il cui uso è limitato generalmente a reti, cordami, imballaggio.

## Coltivazione e lavorazione

### Coltivazione
Le piante di iuta vengono lasciate crescere a partire da aprile e solitamente in rotazione con altre due colture. Dopo circa quattro mesi si procede al raccolto lasciando la piante a seccarsi: le radici e le foglie lasciate nel terreno rilasciano nutrienti nel suolo e contribuiscono alla produzione di humus che ne facilita la coesività.

### Macerazione

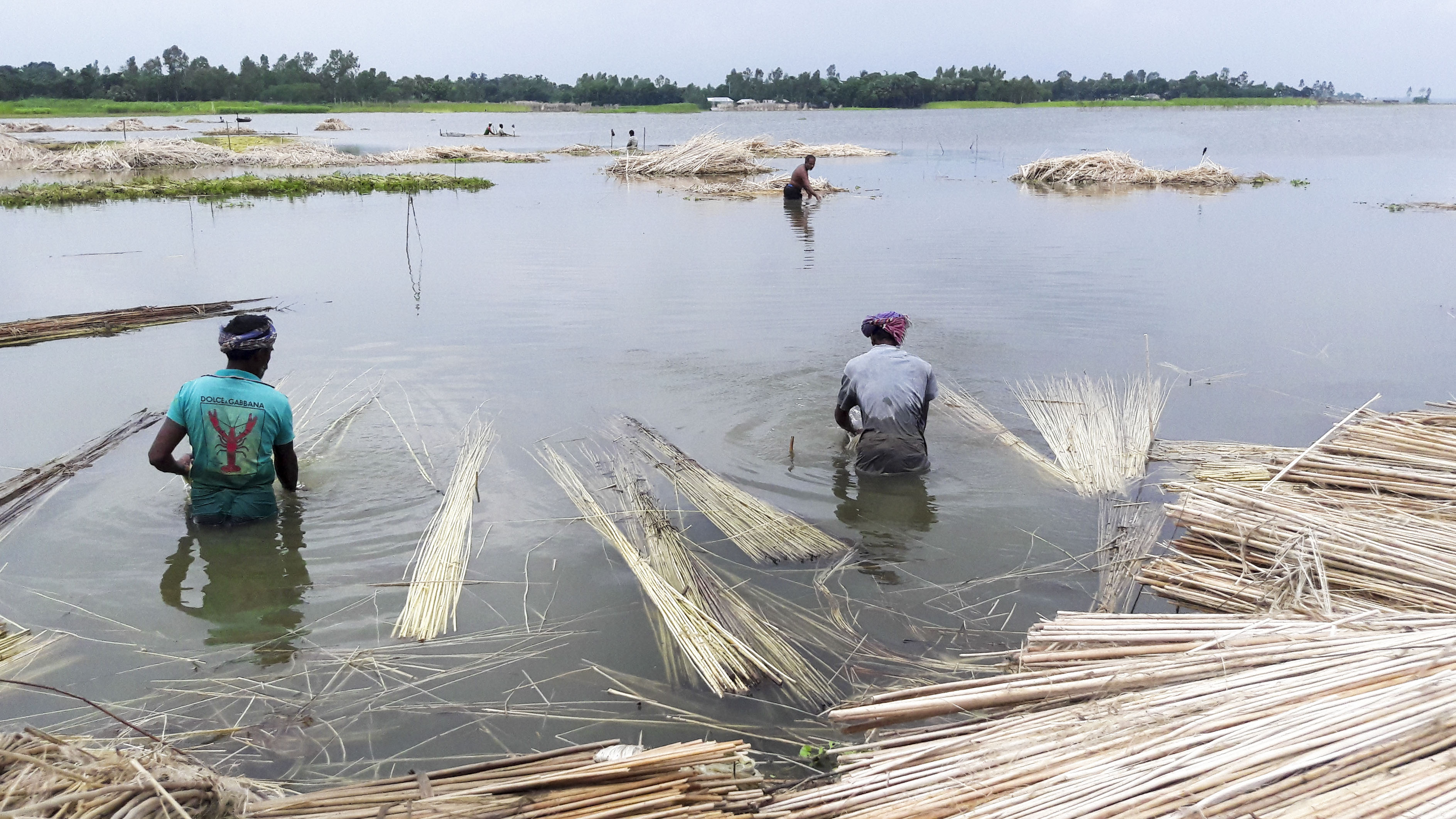
Macerazione ad acqua della iuta presso Halti Beel, vicino a Rajshahi, Bangladesh

L'estrazione della fibra di iuta avviene tramite la macerazione della pianta, che può essere svolta chimicamente o tramite azione microbica: in quest'ultimo caso si distingue tra macerazione alla rugiada, in cui si lascia la iuta nei campi e il processo ha luogo grazie ai funghi filamentosi presenti nel terreno e sulle piante stesse, e tra macerazione ad acqua, in cui le piante immerse nell'acqua assorbono liquidi fino a rompersi e rilasciare sostanze nutritive che favoriscono l'azione batterica. Alcune delle sostanze prodotte dal processo di macerazione sono acidi organici, acetone, alcol etilico, alcol butilico e gas come metano, anidride carbonica e idrogeno solforato.
La macerazione ad acqua, che dura all'incirca dodici giorni, comporta un inquinamento temporaneo dell'acqua, che diventa più scura, rilascia un cattivo odore e presenta un calo del livello d'ossigeno a causa della carica batterica. Le acque reflue, ricche di nutrienti, possono essere utilizzate in agricoltura. Dal processo di macerazione si ricavano le fibre e lo stelo della iuta, quest'ultimo utilizzato in particolare come combustibile.

### Trattamenti chimici
Le fibre di iuta possono essere trattate con varie sostanze chimiche per migliorarne alcune caratteristiche, ad esempio, la morbidezza, l'estensibilità, il colore, la resistenza e le proprietà ignifughe.
La soda caustica viene utilizzata per ridurre la rigidità della iuta, facilitarne la drappeggiabilità e l'estensibilità, e permettere la formazione di un'arricciatura. Allo scopo può venire utilizzata anche l'ammoniaca liquida, che comporta una minore perdita di peso e di resistenza della fibra, ma è meno efficace nel migliorare la sua estensibilità e nella formazione di arricciature. Altre sostanze la cui applicazione è stata studiata per migliorare la qualità della iuta sono il glicole etilenico e il glicole polietilenico, gli enzimi, il silicone e l'olio di juta.
La resistenza della iuta agli agenti atmosferici e alla putrefazione può essere aumentata tramite l'applicazione di uno o più sali di metalli come quelli di rame, cromo, ferro, manganese, zinco, antimonio e cobalto. Tuttavia, esiste il rischio di contaminazione ambientale sia durante il trattamento che durante il ciclo di vita del prodotto finale. Il fosfato di ammonio, da solo o in combinazione con solfato di ammonio e sale di rochelle viene utilizzato per migliorare le proprietà ignifughe della iuta, anche se ciò causa una perdita di resistenza del tessuto.
La iuta, originariamente di un colore marrone chiaro grazie alla di lignina, può essere sbiancata tramite vari agenti ossidanti, in particolare il perossido di idrogeno. Tuttavia la iuta sbiancata tende a ingiallirsi a seguito dell'esposizione alla luce: questo fenomeno sembra essere dovuto ai residui di lignina ancora presenti dopo il processo di candeggio. È possibile rimuovere la lignina in eccesso prima della sbiancatura tramite ipoclorito di sodio, cloro gassoso o permanganato di potassio e alcuni derivati clorurati degli acidi cianurici, tuttavia il loro utilizzo rimane limitato a causa dei costi elevati.

### Filatura

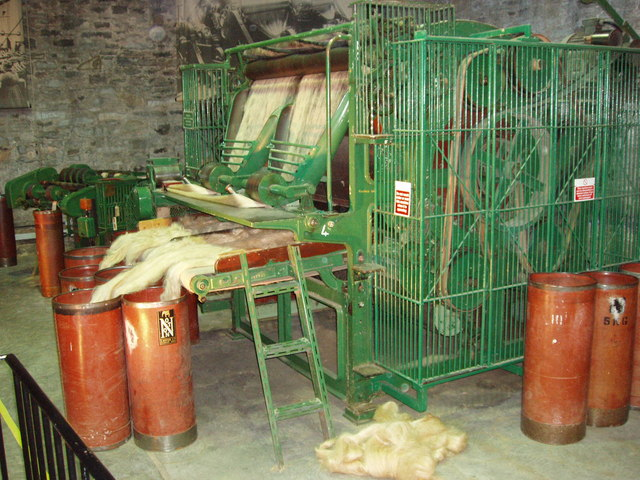
Macchina per la cardatura della iuta.

La fibra di iuta viene sottoposta a un processo di cardatura e sgranatura, in cui i fasci di fibre vengono divisi longitudinalmente, producendo così fibre di filatura più fini e più corte. Successivamente, ha luogo la filatura vera e propria, in cui la iuta viene prima ammorbidita e lubrificata con un'emulsione di olio e acqua, e successivamente i filamenti della fibra vengono disposti in una banda di filamenti paralleli, che vengono poi ritorti tra loro per formare il filato.

### Tessitura
I filati vengono lavorati in appositi stabilimenti, dove macchinari appositi svolgono diverse operazioni funzionali alla tessitura, come l'avvolgimento del filo di ordito e di trama, la pre-imbastitura, l'imbastitura e l'apprettatura. I filati vengono poi trasformati in tessuti per mezzo di telai con diverse caratteristiche a seconda del tipo di prodotto da realizzare. Alcune industrie hanno adottato dei telai senza navetta, che sebbene richiedano un filato di iuta di buona qualità, permettono di migliorare la qualità del tessuto finale.

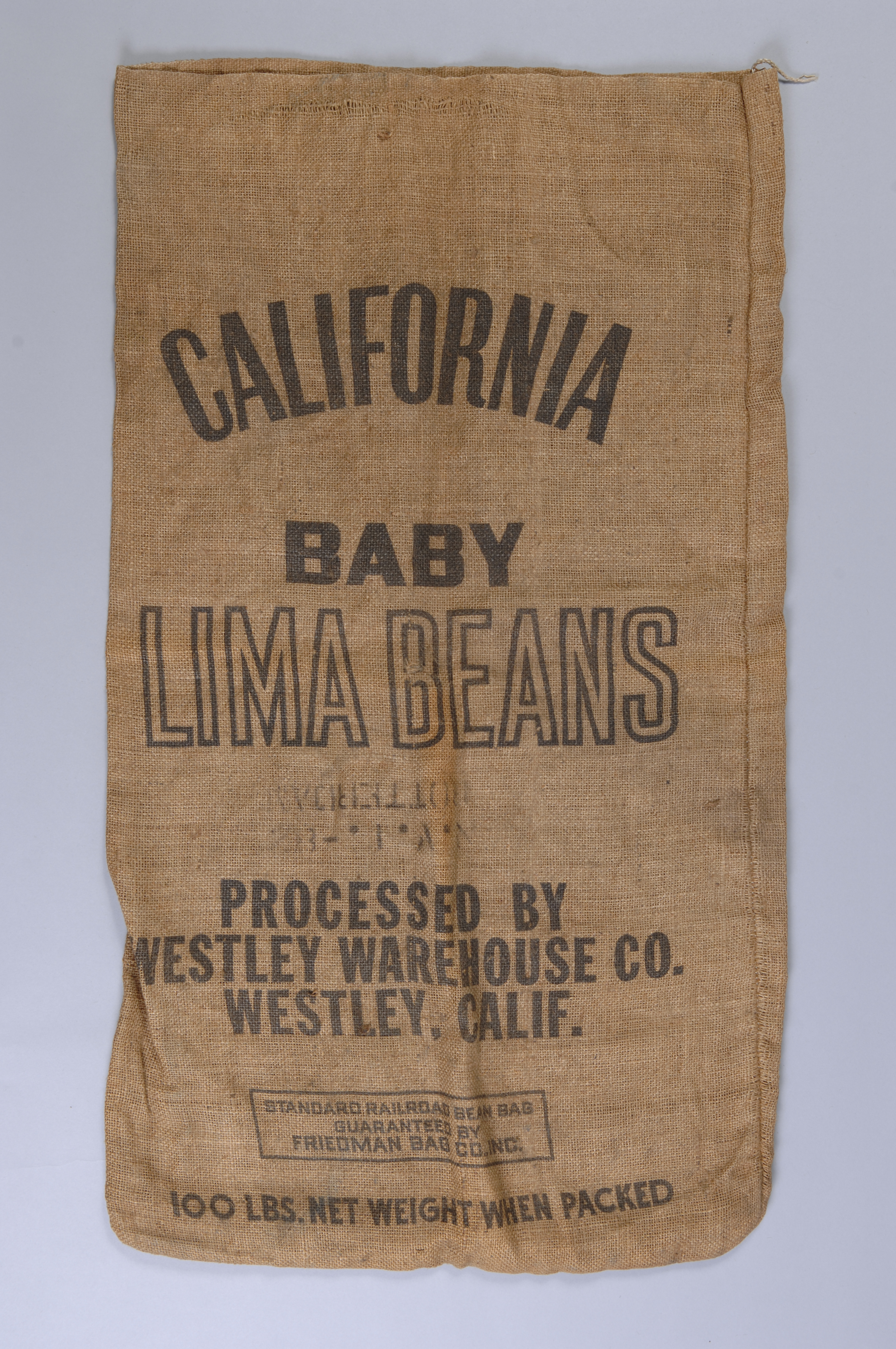
Sacco di iuta per alimenti

Dal processo di tessitura della iuta si ricavano il tessuto di tipo Hessian, realizzato con filati singoli di iuta e con simile densità dei filati di ordito e di trama, e i tessuti per sacchi, più grossolani e utilizzati per borse o sacchi. Dopo la tessitura, hanno luogo le operazioni di finissaggio, smorzamento, calandratura, laminazione, lappatura, taglio e cucitura. Tali operazioni servono a eliminare pieghe e eventuali difetti del tessuto, per rendere il tessuto lucido, liscio e migliorarne l'aspetto, mantenere un adeguato livello di umidità e confezionare il rotolo in rotoli o balle. La sbozzimatura, a differenza dei tessuti di cotone, viene effettuata con la polvere di nocciolo di tamarindo, che è rimovibile in acqua bollente. Tipicamente, i filati e i tessuti di iuta non vengono sgrassati. I prodotti finiti vengono poi imballati e pressati e vengono immessi sul mercato.

### Tinteggiatura
Le classi di coloranti tipicamente utilizzati nella tinteggiatura della iuta sono:
- Coloranti diretti, tipicamente coloranti azoici solfonati
- Coloranti acidi
- Coloranti basici
- Coloranti reattivi
- Coloranti al tino
- Coloranti allo zolfo

Tuttavia, la iuta presenta alcuni problemi in fase di tinteggio a causa della sua tendenza al fotoingiallimento e dalla variabilità del colore del tessuto, che crea problemi nell'utilizzo di colori chiari. Inoltre, i coloranti diretti e acidi presentano una scarsa resistenza al lavaggio e allo sfregamento, mentre i coloranti basici sono poco resistenti alla luce solare. Inoltre, alcuni dei coloranti appartenenti a queste classi sono stati vietati a causa del rilascio di ammine cancerogene. D'altra parte, anche coloranti alternativi presentano dei problemi: i coloranti al tino sono molto costosi, i coloranti allo zolfo sono disponibili solo in tonalità limitate, e certi coloranti premetallizati contengono dei metalli pesanti potenzialmente pericolosi. Attualmente, il tinteggio della iuta avviene principalmente tramite coloranti sintetici, anche se vi è un crescente interesse per l'utilizzo di coloranti naturali.

## Produzione
Nel 2019/2020 la produzione di fibre di iuta era di 2 583 migliaia di tonnellate, di cui 1 448,1 in Bangladesh e 1 124 in India: da questi due paesi deriva quindi quasi l'intera produzione. Limitati quantitativi sono prodotti anche in Myanmar e Nepal. Circa 202,6 migliaia di tonnellate sono destinate all'esportazione.
Dal 1961 al 2016 l'area sottoposta a coltivazione di iuta è diminuita, passando da 1 909 894 a 1 469 428 ettari. Tuttavia, la produzione totale è aumentata del 24% grazie a un incremento della resa, che è passata da 1,39 a 2,25 tonnellate per ettaro.  Le innovazioni tecnologiche hanno anche permesso un miglioramento della qualità della fibra e una riduzione dei tempi di coltivazione.

## Utilizzo
La iuta viene utilizzata da sola o come parte di un materiale composito in diversi ambiti, fra cui:
- Tessuti per imballaggi: sacchi, base e filati per tappeti, fettucce.
- Articoli per la casa: tessuti decorativi, tessuti d'arredamento, tessuti per tendaggi e tappezzeria, artigianato decorativo, articoli decorativi, grembiuli da cucina e da giardino, borsette, sacchetti per la spesa, valigie morbide, tappeti e tappetini, tomaie di scarpe, indumenti esterni e rivestimenti di indumenti, cappelli, guanti, tappetini da tavolo.
- Protezione: Tessuto ritardante a uso minerario, sacchi di sabbia resistenti alla putrefazione, tessuti idrorepellenti da cucina o a da giardino, tessuti bitumati per la costruzione di strade.
- Tessuti sostenibili: Sacchi per alimenti, bustine di tè.
- Geotessili: tessuti proteggi-suolo contro l'erosione, tessuti per la costruzione di strade e beco-drain, tessuti per la protezione degli argini, tessuti per la vegetazione in zone aride.
- Agricoltura: tessuti per la protezione delle piante da vento e sole, tessuti per pacciamatura, manicotti per alberelli.
- Industria edile: Compositi rigidi rinforzati con fibre di iuta per pannelli strutturali, pareti divisorie, false coperture, porte, finestre, veneziane, e mobili; compositi flessibili rinforzati con fibre di iuta per tende temporanee, tende da sole e pavimenti in linoleum.
- Industria automobilistica: Composito flessibile laminato o rivestito come cappuccio o copertura per il trasporto; rinforzo per pannelli delle porte.
- Altri usi comuni: rivestimento per divani, plaid, carta, tele per pittura.

## Etichettatura tessile
Nell'etichettatura tessile italiana ha la sigla JU.